# Santiago Bianchi
Santiago Agustín Bianchi Paredes (Buenos Aires, Argentina, 29 de septiembre de 1983) fue un futbolista argentino que jugaba de delantero. Actualmente es jugador libre; su último equipo fue el Club Atlético Platense de la Primera B Metropolitana.

## Trayectoria
Comenzó a dar sus primeras patadas al balón con 7 años en la escuela de fútbol de Juan Carlos Prycodko. A los 11 años comenzó a jugar a Fútbol 11 en los Colegiales, continuando su carrera deportiva en las categorías inferiores del CA Platense. Con 16 años viaja a Italia para realizar una prueba con el Génova, tomando parte en los entrenamientos del primer equipo. La ocpión de dar el salto al fútbol europeo tiene que esperar y regresa a Argentina para incorporarse a la disciplina de Vélez Sársfield.
Debuta con el primer equipo de Vélez Sársfield un 29 de junio de 2003 ante el Estudiantes de La Plata, disputando el último cuarto de hora de partido. Permanece dos temporadas en el equipo argentino, con el que tiene la oportunidad de debutar también en la Copa Libertadores y la Copa Sudamericana, anotando algún que otro tanto. Tras dos temporadas en Vélez Sársfield comienza un período de cesiones. En la temporada 2005-06 comienza jugando en calidad de cedido en Quilmes, donde apenas juega, por lo que a comienzos del 2006 decide cambiar de aires. Tiene su primera experiencia internacional; recibe una oferta del fútbol español para jugar en la Unión Deportiva Mérida aunque esta opción no acaba fraguando y finalmente acaba jugando cedido en el Oriente Petrolero de Bolivia. Tras un breve paso por este equipo, regresa a su país para continuar con el capítulo de cesiones por varios equipos. Durante estas dos últimas temporadas, Bianchi forma parte de Tiro Federal y del CA Platense, equipo en el que se formó y del que se confiesa seguidor acérrimo. Sus números en estos últimos años se resumen en un total de 78 partidos jugados y 18 goles marcados.
Tras quedar libre en verano de 2007 por fin consigue saltar el charco para competir en el fútbol europeo. Durante la temporada 2007-2008 defendió los colores del Pontevedra CF de la Liga Española. La segunda mitad de esa temporada se desempeñó en el real Murcia B, club con el que ascendió a la segunda división española. Posteriormente, en la temporada 2008-2009, fichó para el equipo "bohemio", y a mediados del 2009 pasó al Olmedo de Riobamba, Ecuador. Este 2010 lo encuentra en Grecia próximo a debutar en la tercera división de ese país.
Actualmente se encuentra sin equipo, tras rescindir con el Club Atlético Platense.

## Clubes
| Club              | País      | Año       |
| ----------------- | --------- | --------- |
| Vélez Sársfield   | Argentina | 2003-2005 |
| Quilmes           | Argentina | 2005      |
| Oriente Petrolero | Bolivia   | 2006      |
| Tiro Federal      | Argentina | 2006      |
| Platense          | Argentina | 2007      |
| Pontevedra CF     | España    | 2007-2008 |
| Atlanta           | Argentina | 2008-2009 |
| Olmedo            | Ecuador   | 2009-2010 |
| Aias Salamina FC  | Grecia    | 2010      |
| Sambenedettese    | Italia    | 2010-2011 |
| Mixto             | Brasil    | 2011      |
| Atlanta           | Argentina | 2011      |
| Everton           | Chile     | 2012      |
| Petrolero         | Bolivia   | 2012-2015 |
| Platense          | Argentina | 2015-2016 |

## Palmarés

### Campeonatos nacionales
| Título                      | Club     | País      | Año  |
| --------------------------- | -------- | --------- | ---- |
| Apertura Primera B Nacional | Platense | Argentina | 2007 |

- Datos: Q3949392